# Jamie Hince
Jamie Hince (* 19. prosince 1968) je anglický kytarista a zpěvák. V devadesátých letech působil v kapele Scarfo. V roce 2000 založil s americkou zpěvačkou Alison Mosshart kapelu The Kills. Ve skupině hraje primárně na kytaru, avšak na nahrávkách hraje i na další nástroje. V roce 2011 se oženil s modelkou Kate Moss, s níž se rozešel v červenci 2015. V roce 2016 se rozvedli. V roce 2013 si Hince přivřel prst své levé ruky do dveří automobilu. Později se kvůli tomu musel částečně znovu učit hrát na kytaru.